# Grinding Gear Games
Grinding Gear Games (abrev. GGG) es una compañía desarrolladora de videojuegos de Nueva Zelanda, fundada en el 2006 por Chris Wilson con sede en Auckland, Nueva Zelanda. En sus orígenes fue una desarrolladora independiente hasta que en mayo de 2018 fue adquirida por la compañía de tecnología china Tencent, tras un acuerdo por el cual esta también publicaría el único videojuego del estudio, Path of Exile, en China (excluyendo Hong Kong, Macao y Taiwán). La open beta de Path of Exile fue publicada en todo el mundo en enero de 2013 y la versión 1.0 fue publicada en octubre del mismo año.

## Historia
Grinding Gear Games fue fundada en el 2006, en Auckland, Nueva Zelanda. 
Sus miembros fundadores provienen de diversos países y se especializan en diferentes áreas que van desde inteligencia artificial y el diseño industrial hasta esports.
GGG desarrolla Path of Exile, un ARPG que en diciembre de 2018 llegó a tener más de 120,000 gamers conectados simultáneamente. Si bien Path of Exile es un videojuego gratuito GGG ha financiado parte del desarrollo del mismo por intermedio de micromecenazgo. Actualmente, se financia por intermedio de ventas de paquetes de Supporter y microtransacciones.

## Videojuegos
| Título de juego | Año de publicación | Plataforma    |
| --------------- | ------------------ | ------------- |
| Path of Exile   | 2013               | Windows       |
| Path of Exile   | 2017               | Xbox One      |
| Path of Exile   | 2019               | Playstation 4 |